# 宮寺清一
宮寺 清一（みやでら せいいち、1935年7月26日 - 2013年12月27日）は、日本の小説家である。
東京生まれ。東京都立第五商業高等学校卒業後、時計製作会社に就職する。その間、文学にこころざし、リアリズム研究会に参加、その後日本民主主義文学同盟（現・日本民主主義文学会）創立時より同盟員となる。1979年の作品「野分け」が「赤旗」文芸作品募集に入選、その後会社勤務を続けながら作品を書く。1988年には「和歌子・夏」で多喜二・百合子賞を受賞した。民主主義文学運動の中心的存在として、日本民主主義文学会の事務局長、副会長をつとめた。労働現場を描く作品が多い。

## 著書
- 『祭り囃子が聞こえる』新日本出版社 1983
- 『和歌子・夏』新日本出版社 1987
- 『冬の虹』新日本出版社 1990
- 『砂場の鳩』新日本出版社 1994
- 『雷鳴』日本民主主義文学同盟 1998
- 『わが街』新日本出版社 1999